# Drž hubu!
Drž hubu! (v originále Tais-toi !) je francouzská filmová dobrodružná komedie, natočená v roce 2003 režisérem Francisem Veberem.

## Děj
Ruby se schází s přítelkyní svého zločineckého šéfa. Poté, co je tento vztah odhalen, šéf milenku zavraždí. Ruby se chce pomstít, a tak mu ukradne velké množství peněz. Při tom se však dostává do vězení, kde se setkává s tlučhubou Quentinem, který ho začne okamžitě považovat za svého nejlepšího přítele. Ruby se později dostává do psychiatrické léčebny, protože předstírá nepříčetnost. Quentin ho následuje, protože chce být se svým přítelem. Když se poté oba z léčebny dostávají na svobodu, nastává bláznivá cesta, na jejímž konci má čekat Rubyho bývalého šéfa smrt.

## Hrají
| Gérard Depardieu   | Quentin z Montargis |
| Jean Reno          | Ruby                |
| Richard Berry      | komisař Vernet      |
| André Dussollier   | psychiatr           |
| Jean-Pierre Malo   | Vogel               |
| Jean-Michel Noirey | Lambert             |
| Laurent Gamelon    | Mauricet            |
| Aurélien Recoing   | Rocco               |
| Ticky Holgado      | Martineau           |
| Leonor Varela      | Katia/Sandra        |